# Rydoduby
Rydoduby (ukr. Ридодуби) – wieś na Ukrainie, w  rejonie czortkowskim obwodu tarnopolskiego, w hromadzie Białobożnica.
W II Rzeczypospolitej miejscowość w powiecie czortkowskim województwa tarnopolskiego.
W 1945 nacjonaliści ukraińscy z OUN-UPA zamordowali tutaj 4 Polaków.